# 爱任纽
聖爱任纽（希臘語：Ειρηναίος；130年—202年）天主教譯為聖宜仁或聖依勒內聖公會譯為聖依勒內，基督教的主教，早期基督教神学家。他的著作开启了早期基督教神学的发展，并且被天主教会和東正教会敬禮为圣人、教父，天主教会还奉其为教会圣师。他是早期基督教的护教学家，据信是聖若望的弟子坡旅甲的门徒。
爱任纽出生于公元2世纪初的小亚细亚希腊裔家庭。这也许是他一直追随基督教的原因。
爱任纽最早将现今《圣经》正典中的四卷福音书列为天主所启示，反驳马吉安删改的《路加福音》是唯一正统福音书的立场。

## 生平
愛任紐出生於東方的小亞細亞（現今的土耳其），曾聽士每拿主教坡旅甲的教導，成為坡旅甲的門徒，他的生平中大部份是住在西方。身為長老，後來成為里昂的監督。在其教義中顯示出為真實的基督徒，思想接近約翰的教義，有時也會有重視感覺的觀念。愛任紐著作「反異端」一書特別批判神哲派主義的思想。西元177年皇帝奧利流對當時的基督徒展開逼迫，愛任紐逃過高盧反基督教的集體大屠殺，奉差到羅馬對抗當時傳至羅馬的異端活動。愛任紐一生為信仰堅持，希望能把亞細亞和西方神學傳統結合起來，是第一位身為主教的護教者，竭力與羅馬教會（即現在的天主教會）保持關係，在基督徒與非基督徒之間傳講正確的救贖觀，也在孟他努主義的爭辯中努力協調，希望保持教會的合一；這種信仰中堅持的關懷在他的神學中不斷地反應出。

## 背景
使徒時代至二世紀中葉，以初期教會以為主的教義，到後來半個世紀中教義的規範的調整，舊約聖經被視為天主的啟示，在基督徒心目中使徒所見證的啟示被提昇為最高權威。其次看重聖經和教會的傳統，教會的傳統越來越受重視。此發展是大公主義和靈智教派、諾斯底派激烈爭執的下的產品。
第二世紀中神哲主義興起，當時世人喜歡各種混合性的宗教，一般人也喜歡接納各種的宗教，因此第二世紀的神學思潮乃因應時代需求而產生，面對異教流行，哲學思想的影響及「神哲派思想」的盛行，基督徒雖佔小群卻顯出其獨特的地方，護教士們極力維護信仰及道德上的見證，成為相當突出的一群人，也因此吸引了許多人進入教會之中。神哲派思想主要是憑著人的知識，以人的方法將基督教放在普世宗教的地位上，也就是將屬世的智慧與知識加在救恩的福音之上。神哲派是最早出於人類自己思考的一種運動，基本的特質就是要尋求知識，也就是後來發展出所謂的「諾斯底運動」，而第二世紀中時期從護教學的教父時期很自然就轉入「反神哲主義」的教父時期。

## 愛任紐神學思想所受的影響

### 柏拉圖主義
柏拉圖主義為當時流行的哲學思潮，著重知識及美學，後來柏拉圖思想影響許多神學思想中的神觀、世界觀及靈魂救贖的觀念，愛任紐藉著柏拉圖哲學思想，分享希臘文的修辭並使用創造的偉大解釋有意義的系統及美學，使其思想看來更有意義，也進而影響後來的俄立根等神學家。

### 諾斯底主義
面對諾斯底異端的興盛提出救贖論，愛任紐以揭發想要以屬靈人的高等智慧為徹底敗壞福音的藉口的諾斯底主義，因諾斯底主義攸關福音與純正基督教生死存亡的嚴重威脅，因此提出了使徒教義的版本。當時最有影響力的是華倫努學派（Valentinus of Rome），華倫努學派的系統是建立在柏拉圖的觀念上，他認為造物主就是那創造世界的舊約之神，同時說救恩是基督與世人耶穌在洗禮中聯合，並帶給人知識時成就的。在《駁異端》一書中批評諾斯底主義的世界觀為杜傳的神化、不承認耶穌和使徒的權威、駁斥諾斯底主義對於聖經的解釋，證明其解釋不合理、是破壞教會合一的一群人。

## 神學思想

### 救贖論

#### 恩約觀念
他將救贖論分三個恩約達成救恩的功夫。第一為人心中的律、第二種先祖們因為遵守內心的律而在天主前被視為義，十誡屬於此種恩約。第三種恩約，乃是由基督將原有在人心中的律恢復了，即愛的律。第三種約與前約的關係如同從捆挷中得釋放；所要求的，不單是相信父神，也相信聖子，因為基督已經降世。第三種恩約不只限於以色列人，乃是全人類都可以領受，基督徒所領受的，比猶太人的嚴厲。為了對抗諾斯底派，愛任紐特別反對幻影說提到基督只不過是在外形上顯為是人的立場，支持基督在歷史上的真確性。他用歷史證明基督教信仰的正確，主張聖經記有天主與人一系列的立約，通過這些立約，獨一真神照世上男女所能接受的程度，把祂的旨意循序啓示給他們，愛任紐發展了基督是全人也是全神的觀念，因為基督經歷過人生的每一個階段，整個人類都能因祂的工作而成聖。愛任紐在反駁諾斯底異端時，十分強調兩點：天主的恩典是為萬人的，和人人都可以有自由回應天主的恩典（這與諾斯底主義說，只有少數具有神聖道種的人才能得救的看法，剛好相反）天主給人的恩典包含了赦罪、真理的知識及永生。因此榮耀的天主使我們透過禱告和信心的參與給了我們在人性上能夠分享基督的機會。

#### 聖禮觀念
愛任紐認為得到救恩的主要途徑是聖神的觀念，包括嬰兒的聖洗聖事與聖體聖事。特別重視聖洗聖事之前必須有信心，這信心不但是在智力上來接納真理，而且也當完全順服，如此才能過聖潔的生活，藉著聖洗聖事一個人得以重生，他的罪得蒙洗淨，從此在他裡面就有了新生命，他論及人必須有信心才會遵守基督的命令，因之就足以叫一個在天主面前被稱為義。天主的聖神賜給每一個基督徒有新生命，因此能叫他因善行而結出義的果子。

### 基督論

#### 聖言成了血肉
完全神聖的神子為了人的救贖而成為人的兒子，強調耶穌為完全的神也為完全的人，透過童貞女瑪利亞而成為肉身的聖言，取了真實的人性，體會人性的軟弱，指出天主與人性的聯合是救贖成就的主要步驟，因耶穌基督的「聖言成了血肉」，使人類從亞當墮落的本質中得已挽回，而救贖之功最大的特點乃是祂的順服，耶穌順服父的旨意而使救贖成功，而把人性醫治使之完全，愛任紐受若望福音及若望一書的影響，認為是使徒對於基督救贖的教導，乃是給人性提供新的起頭：同歸於一（recapitulation）。

#### 同歸於一論（Recapitulation）
愛任紐用同歸於一作為「道」如何在耶穌基督裡成為有血有肉的人，以便更新人性的神學表達，當時深受諾斯底學派反對基督聖言成了血肉，認為只有少數的靈透過「知識」才有更新變化的盼望，但愛任紐的同歸於一論中提出基督的聖言成了血肉使神性與人性結合，成為人類更新變化的來源。人性在罪和救贖是屬一體的，其思想來自於聖經羅馬書五章提到基督為人類的第二個亞當，聖經中試探事件考驗基督人性的關鍵，而十字架的復活是基督同歸於一救贖工作的極點。「同歸於一」字詞的意義有「再來一次」（going over again）的意思，基督重新經歷亞當的歷史，不同的是所有亞當失敗之處祂都成功了，人類在亞當裡失去救恩，卻在基督裡重新得回救恩。簡括來說聖言成了血肉的基督人性，經歷了人成長的每一階段。

### 三位一體功能論
愛任紐不同於護教家之處在於他特意避免哲學術語，他深刻了解並清楚表達「功能」的觀念和完全的認識聖神（或稱聖靈）在三而一模式裡的位份，強調聖父的獨特性和超越性，這是邏各斯和聖言是神內蘊的理性，在創世工作裡彰顯，他認為祂就是道，把聖神和聖子相提並論，以神道的形象和智慧（基督和聖神）來解釋三位一體，此形像表示祂在創造和啟示的工作，同一的神從無有創造萬有。天主也是屬靈的並因此有祂的靈。他用紮實的聖經根據加強他強調聖神的部份，他說：「祂的道和祂的智慧，祂的子和祂的靈常與祂同在」，創世當然並非道和聖神工作的全部，父只有藉著道才啓示了自己，而聖子也有祂完全的神性，雖然愛任紐並未說明，但聖靈在祂眼中確是神聖的，因為祂是天主的靈，從祂的存有裡湧出，聖神的職份很重要，我們的成聖完全是聖神的工作，這就是愛任紐對神格的看法，其特徵是以象徵來代表三而一，不是三位同等位格，而是單一位格就是父，是神格本身，重視三一真神：三個位格，但只有一個本質，稱之為「功能的三位一體論」。總意來說愛任紐不用推理，而僅根據信仰之標準教導說，聖子與聖神是與天主聖父相同的本質。

### 教會論

#### 看重使徒統緒及傳統
主教就是福音授權的解釋者，在主教當中，管理使徒曾經服事過教的主教是最有權柄的，在所有主教中羅馬主教（即教宗）是伯多祿和保祿繼承人。愛任紐指出：「傳統來自宗徒，是偉大的、極古老的，而且在羅馬普世聞名的教會是由個榮耀的使徒所建立的和組，那就是伯多祿和保祿，因此也可以說明宣道的工作能直到今日是靠主教承襲了使徒的權柄。所以每一個教會應讓贊同這一個教會是有它卓越的權柄，這件是極其需要的。」（《駁異端》3.3.2）。教會得著藉基督而傳的真理，而聖靈亦只能在教會中找得到。長老和主教接受教導權柄之時，亦同時得著了使徒的教訓，這就是教會承傳過來的真理；有一天他要退下來，他怎樣從上一代的長老和主教接受真理，也同樣要傳給接替他之人的手上。愛任紐認為，在羅馬的教會是由伯多祿與保祿親手建立的，這一點在他的思想中非常重要，他的目的是要把異端摒諸教會門外，保守教會的純淨。在一段頗引起爭議的文字內（Against Heresies, III. 3. 2.），愛任紐似乎是說，人人都必須遵從羅馬的教導，因為羅馬是教會教導的楷模；教會必須先謀求與羅馬的指引符合，保障了教義的正確，然後才能謀求地方的適切，以作使徒教訓的模範。

#### 教會的功能
強調教會為有生命的團體，被託付基督教的傳統和宣講的責任，而教會被視為一個有生命的團體，強調聖經及愛的表現。教會不單保存了公開及完整的信仰，而這些信仰的遺傳都是由使徒時代流傳下來，其中聖體聖事看為重，聖體聖事有屬天及屬地的意義。

## 主要作品
1. 《駁異端》：揭發並推翻諾斯底派的五部書。
2. 《使徒教義的實證》（Proof of the Apostolic Preaching)，訓練手冊，證明基督信仰是「舊約」的貫澈。

### 引用
1. ↑  . 梵蒂冈新闻网. 2022-01-22  [2022-01-25]. （原始内容存档于2022-01-24） （中文（中国大陆））.
2. ↑  凱利著，《早期基督教教義》，康來昌譯，(台北：中華福音神學院，1984)，43。
3. ↑  奧爾森，《神學的故事》，吳瑞誠、徐成德譯，（台北：校園出版社，2002），80。
4. ↑  Alister E. Mcgrath, Christian Thelology: An Introduction, 3rd ed. (MA：Blackwell Publishing, 2005), 11。
5. ↑  凱利著，《早期基督教教義》，25。
6. ↑  伯克富，《基督教教義史》，趙中輝譯（台北：基督教改革宗翻譯社，1984），28-33。
7. ↑  Eric Osborn, Irenaeus of Lyons (Cambridge: Cambridge University Press, 2001), 312。
8. ↑  奧爾森，《神學的故事》，83。
9. ↑  伯克富，《基督教教義史》，45。
10. ↑  麥葛福，《基督教神學原典菁華》，楊長慧譯（台北：校園書房出版社，1998），176。
11. ↑  陶理，《基督教二千年史》，李伯明、林牧野譯，（香港：海天書樓，2004），100。
12. ↑  楊牧谷，《當代神學辭典（上）》，陳濟民、康來昌譯（台北：校園書房出版社，1997），603。
13. ↑  Osborn, 313。
14. ↑  伯克富，《基督教教義史》，48。
15. ↑  伯克富，《基督教教義史》，46。
16. ↑  奧爾森，《神學的故事》，86。
17. ↑  奧爾森，《神學的故事》，86-9。
18. ↑  麥葛福，《基督教神學原典菁華》，229。
19. ↑  比爾‧奧斯丁，《基督教發展史》，許建人、馬傑偉譯，（香港：種籽出版社，1991），79。
20. ↑  楊牧谷，《當代神學辭典》，603。
21. ↑  凱利，《早期基督教教義》，70-2。
22. ↑  布恆瑞 著，郭鳯卓 譯：《初早期基督教會簡史》（台北：校園書房出版社，1985），100-4。
23. ↑  楊牧谷，《當代神學辭典》，603-4。
24. ↑  麥葛福，《基督教神學原典菁華》，331。